# 策墨林·阿旺土登凯珠格勒嘉措
策墨林·阿旺土登凯珠格勒嘉措（藏語：ཐུབ་བསྟན་མཁས་གྲུབ་དགེ་ལེགས་རྒྱལ་མཚན་，威利转写：ngag dbang thub bstan mkhas grub dge legs rgyal mtshan；1921年10月22日—1948年2月17日），乳名姜史奴卜，藏族，藏區安多卓尼县沙盖族村人，第四世策墨林活佛。

## 生平
姜史奴卜于藏历铁鸡年（1921年）生于沙盖族村。4岁时，被认定为卓尼大寺（禅定寺）伊犁仓活佛的转世灵童，但未及坐床便又被十三世达赖确定为三世策墨林活佛的转世灵童，取法名为“阿旺土登凯珠格勒嘉措”，并颁发达赖所发敕书、印玺，获达赖准袭策墨林摄政衔号。随后，被迎至卓尼大寺策墨林拉章谢珠林（又称“杰布策墨林颇章”）居住。1925年12月10日（藏历木牛年），经西藏策墨林拉章强佐（管家）穷主拉、卓尼大寺策墨林拉章强佐桑拜丹珠主持，在卓尼大寺举行了坐床典礼，正式继任策墨林活佛，并拜博峪拉仁巴（学位）大寺法台罗桑丹增为师，开始学习佛经。
1929年（藏历土蛇年），卓尼大寺遭战火毁灭。此后近两年内，策墨林在经师及随员的伴随下，在云南、青海、四川的部分藏区宣讲佛法，影响很大。
1931年，西藏色拉寺策墨林拉章强佐（管家）穷主拉等七人作为西藏专使赴卓尼县迎接策墨林赴西藏，被卓尼土司拒绝。当时，策墨林寓居卓尼县录竹寺。1932年（藏历水猴年），穷主拉以有施主请求诵经为诱饵，将策墨林诱到今夏河县内的老哇吉力，并买通了卓尼塔乍土官以及土司府头目曲玛塘哇罗桑央培，仅让西藏专使人员随同策墨林前往，而将卓尼随员统统留下。此后，穷主拉等西藏专使人员便挟持策墨林赴西藏。途中，策墨林曾在青海塔尔寺逗留两个月，见到了班禅额尔德尼。同年4月，抵达拉萨，住在色拉寺策墨林谢珠林内，随后拜见了达赖，获达赖授沙弥戒并赐予法名，还拜阿堤格西为经师。
1943年（藏历水羊年），依摄政达扎活佛受比丘戒。1944年（藏历木猴年），在拉萨传昭法会上获拉仁巴格西学位。1945年（藏历木鸡年），考入密宗上续部学院。1946年通过答辩，确定拉仁巴格西学位，但仅获第二名，乃求见达扎活佛，未获见面机会，遂在纸上写下“过去恩重如山，今后要公平合理”传给达扎活佛。当时，正值热振事变爆发，策墨林对热振活佛遭到惩治表示不满，并弃寺出走，遂被贬“去藏南反省，三年不准归藏”，流放至雅龙。
策墨林遭流放雅龙激起了卓尼五大康村（康村是寺院内的地域性僧源组织）的不满，他们致信噶厦、摄政达扎活佛，并获得甘丹寺、哲蚌寺僧人的响应。噶厦方面则以“择日赦免”的说法进行搪塞。双方僵持不下之时，策墨林在雅龙得知热振被捕并死于狱中，乃称“噶厦不公，要为热振报仇雪恨。”
不久，1948年2月17日，策墨林·阿旺土登凯珠格勒嘉措在藏南雅龙昌珠行宫突然死亡，年仅27岁。